# Тома, Робер
Робе́р Тома́ (фр. Robert Thomas; 28 сентября 1927, Гап, департамент Верхние Альпы, Франция — 3 января 1989, Париж) — французский писатель, драматург, сценарист, режиссёр, актёр.

## Биография
Робер Тома родился в городе Гапе в 1927 году. В возрасте 20 лет, в 1947 году, незадолго до получения степени бакалавра, он оставил свою семью с определённой идеей: написать и сыграть комедию в Париже. Он платил за уроки актёрского мастерства своей зарплатой телеграфиста и играл в массовке более чем в пятидесяти фильмах. По ночам он написал семь пьес подряд, но все они были отвергнуты.
В 1950 году он отслужил военную службу, затем жил на посредственную зарплату актёра в Париже. Тем не менее, он регулярно приезжал в Руан в 1952—1955 годах, чтобы давать рецензии в Театре Нуво (фр.) в течение нескольких сезонов под руководством Луи Стрелиски и Лестели, играет несколько пьес — в том числе Il faut marier Maman, Le Train pour Venise — с Вудалом Г., директором труппы, которому он предложит свои пьесы. Таким образом, Робер Тома работает плечом к плечу с Ноэль Адам (фр.), Жинетт Гарсен (фр.), Моной Моник. Он не уезжает из Парижа. Он знакомится с Пьером Дюксом, который вовлекает его в пьесу «Необходимо жениться на маме» с Дениз Грей. Таким образом он начинает карьеру в театре, играя в La Main de César и Les Belles Bacchantes. Его первые две пьесы «Восемь женщин» и «Madame Trait d’Union», наконец, были написаны в Ницце в 1958 и 1959 годах, но без особого успеха.
Упорство Роберта Томаса будет вознаграждено его восьмой пьесой. Постановка парижского театра Буфф-Паризьен «Ловушка для одинокого мужчины» получила признанный успех 28 января 1960 г., а её автор в одночасье прославится. Это история о молодом человеке в медовый месяц, который ждет возвращения своей жены, пропавшей без вести десять дней после ссоры. Полицейское расследование застопорилось до тех пор, пока в супружеский дом не вернулась женщина, утверждающая, что она разыскиваемая жена. Муж кричит о том, что женщина — самозванка, но события и несколько свидетелей подтверждают, что молодая женщина действительно его жена. Он сумасшедший или за ним гонится банда преступников? Отметим, что сюжет повести является плагиатом, сильно навеянным сценарием американского фильма «Конфликт», вышедшего в 1945 году, авторы сценария Артур Т. Хорман и Дуайт Тейлор, также переработавшие «Пентакл» по сценарию Альфреда Неймана и Роберта Сиодмака. Однако оказывается, что сам этот сценарий явно взят из рассказа Дэвида X. Мэннерса (не упомянутого в титрах фильма) под названием «Killer’s Keeper» (1940 год). Этот рассказ, переведенный на французский язык под названием «Le Sceau de Caïn», появился в журнале Mystère № 31 за август 1950 г., с комментарием, дающим понять, что он стоял за фильмом 1945 года (он был показан в антологии Histoires decrimespassnelles, Pocket Presses № 3228, 1989 год). Робер Тома наверняка знал хотя бы об одном из этих двух произведений (фильме и/или рассказе) до того, как написал свою пьесу.
Альфред Хичкок, желая купить права на экранизацию пьесы, даже встречался с её автором. Этот театральный успех подтверждает выбор пути драматурга для Робера. С тех пор он специализируется в сочетании полицейского процедурала с бульварным театром.
В следующем году он переписывает свою первую пьесу «Восемь женщин», которая получила в 1961 году премию Quai des Orfèvres (фр.). В изолированном снегом доме восемь женщин проводят собственное расследование, чтобы найти убийцу хозяина дома, которой является, вероятно, одна из них. Несмотря на кажущуюся благопристойность и вежливость, они предаются за закрытыми дверями игре правды столь же беспощадной, сколь и жалкой, обнажая слабости, ложь, затаенные обиды, не щадя никого из них. Спектакль экранизирован Франсуа Озоном в 2002 году.
В 1966 году Роберу Тома пришла в голову идея объединить в пьесе «Попугаиха и цыплёнок» известную пару из радиопрограммы «Sur le banc» — Джейн Сурза и Рэймонда Суплекса — в адаптации пьесы «Миссис Пайпер ведёт следствие» британского драматурга Джека Поплуэлла. Секретарь нотариуса собирается закрыть фирму, когда обнаруживает, что её начальник зарезан. К моменту прибытия полиции на место происшествия тело исчезает. Было ли преступление? Каскад сюрпризов и совершенно неожиданный исход докажут полицейскому («цыпленку»), что болтливая секретарша («попугай») была права. Вместе они арестуют преступника.
С 1970 года до своей смерти в 1989 году Робер Тома был директором Театра Эдуарда VII. Он был режиссёром фильмов «Суп» (1963), «Картошка» (1964) для Дэррила Занука, адаптировал для телевидения его пьесы «Les Bâtards», «Фредди» (1978), «Принцеса Барака» (1981). Он продюсировал и режиссировал телесериал «Un curé de choc» (1974), написал два эпизода расследования инспектора Леклерка: «Моя жена сошла с ума» и «Les Jumelles» (1962). Мы также обязаны ему как режиссёру «Кюре у нудистов» (1982), «Мой кюре в Таиланде» (1983) и «Бразильцы Булонского леса» (1984).
Хотя некоторые критики сетовали на отсутствие новых сюжетов у Робера Тома, на то, что он искал вдохновения в адаптациях, он смог привнести оригинальный тон в свои пьесы: французский дух в очень специфическую область детективной комедии, которая, казалось, предназначалась для англосаксонской комедии. Криминальными комедиями в веселой и быстрой манере, с множеством драматических поворотов и переворотов ситуации он обновил жанр, не выказывая никакой претензии, кроме как на развлечение зрителей.
Робер Тома умер 3 января 1989 года от сердечного приступа. Похоронен на кладбище Монмартр (участок 9).

## Пьесы
- 1958: Восемь женщин / фр. Huit femmes, Театр Эдуарда VII[фр.]
- 1960: Ловушка для одинокого мужчины / фр. Piège pour un homme seul, Театр Амбигу[фр.]
- 1965: Второй выстрел / фр. Assassins associés, режиссер Jean Piat, Театр Пале-Рояль
- 1966: Попугаиха и цыплёнок / фр. La Perruche et le poulet
- 1969: Фредди / фр. Freddy,  Театр Варьете[фр.][7]
- 1969—70: Торговец солнцем / фр. Le Marchand de soleil, муз. комедия Robert Manuel, либретто — Робер Тома, Театр Могадор
- 1969: Курица на золотых яйцах / фр. La Poulette aux œufs d’or, режиссура автора, Театр Капуцинов[фр.]
- 1970: Двойная игра / фр. Double Jeu, режиссер Jacques Charon, Театр Эдуарда VII[фр.]
- 1973: Аурелия / фр. Aurélia, режиссура автора, Театр Дану[фр.]
- 1974: Китайская комната / фр. La Chambre mandarine, режиссер François Guérin, Театр Новёлитэ[фр.]
- 1978: Ублюдки / фр. Les Batards, режиссура автора, Театр Дану[фр.]

## Фильмография

### Как режиссёр
- 1964: Суп[фр.] / La Bonne Soupe
- 1964: Картошка[фр.] / Patate
- 1978: Фредди[фр.] / Freddy
- 1982: Кюре и нудисты[фр.] / Mon curé chez les nudistes
- 1983: Мой кюре в Таиланде[фр.] / Mon curé chez les Thaïlandaises
- 1984: Бразильцы Булонского леса[фр.] / Les Brésiliennes du bois de Boulogne

### Как сценарист
- 1961: Убийца выходит из тени, режиссёр Жорж Франжю, сценарий Буало-Нарсежак, диалоги Робер Тома
- 1964: Гибралтар[фр.], режиссёр Pierre Gaspard-Huit, сценарий Jacques Companeez, Jean Stelli и Робер Тома
- 1973: Хорошенькое дельце[фр.], режиссёр Jacques Besnard, сценарий André Clair, Jean Halain и Робер Тома
- 1974: Безумная кровать[фр.], режиссёр Jacques Lemoine, сценарий Rita Kraus, Jacques Lemoine и Робер Тома

### Постановки по сюжетам
- 1960: Ночь подозрений[фр.], режиссёр Víctor Merenda, по пьесе «Восемь женщин»
- 1960: Ловушка / Die Falle, режиссёр Roger Burckhardt, Германия, по пьесе «Ловушка для одинокого человека»
- 1960: Ловушка / Die Falle, режиссёр Гербер Фукс, Австрия, по пьесе «Ловушка для одинокого человека»
- 1969: Медовый месяц с незнакомцем[англ.], телефильм John Peyser, США, по пьесе «Ловушка для одинокого человека»
- 1975: Лисий дом (La Maison des renards), телефильм режиссёра Michel Hermant, Франция, канал TF1, по пьесе «Ловушка для одинокого человека»
- 1976: Одна из моих жён пропала[англ.], телефильм Гленна Джордана по пьесе «Ловушка для одинокого человека»
- 1982: Ищите женщину, телефильм Аллы Суриковой по пьесе «Попугаиха и цыплёнок»
- 1986: Vanishing Act[вд], телефильм режиссёра Дэвида Грина по пьесе «Ловушка для одинокого человека»
- 1989: В ожидании Элизабет, СССР, Лентелефильм, телеспектакль Евгения Макарова по пьесе «Ловушка для одинокого человека»[8]
- 1990: Ловушка для одинокого мужчины, режиссёр Алексей Коренев, СССР, по пьесе «Ловушка для одинокого человека»
- 2002: 8 женщин, режиссёр Франсуа Озон, по пьесе «Восемь женщин»
- 2006: 8 любящих женщин, телеверсия спектакля Московского театра Сатиры по пьесе «Восемь женщин»
- 2022: Исчезнувшая в звездах[англ.], Китай, по пьесе «Ловушка для одинокого человека»